# Armour, South Dakota
Armour är administrativ huvudort i Douglas County i South Dakota. Orten har fått sitt namn efter affärsmannen Philip Armour. Enligt 2010 års folkräkning hade Armour 699 invånare.